# Tugarinovita
La tugarinovita és un mineral de la classe dels òxids. Rep el nom en honor d'Aleksei Ivanovich Tugarinov (Алексей Иванович Тугаринов) (19171977), geoquímic de l'Institut Vernadskii de Moscou.

## Característiques
La tugarinovita és un òxid de fórmula química MoO₂. Cristal·litza en el sistema monoclínic. Va ser aprovada com a espècie vàlida per l'Associació Mineralògica Internacional l'any 1979.
Segons la classificació de Nickel-Strunz, la tugarinovita pertany a «04.DB - Metall:Oxigen = 1:2 i similars, amb cations de mida mitjana; cadenes que comparteixen costats d'octàedres» juntament amb els següents minerals: argutita, cassiterita, plattnerita, pirolusita, rútil, tripuhyita, varlamoffita, byströmita, tapiolita-(Fe), tapiolita-(Mn), ordoñezita, akhtenskita, nsutita, paramontroseïta, ramsdel·lita, scrutinyita, ishikawaïta, ixiolita, samarskita-(Y), srilankita, itriocolumbita-(Y), calciosamarskita, samarskita-(Yb), ferberita, hübnerita, sanmartinita, krasnoselskita, heftetjernita, huanzalaïta, columbita-(Fe), tantalita-(Fe), columbita-(Mn), tantalita-(Mn), columbita-(Mg), qitianlingita, magnocolumbita, tantalita-(Mg), ferrowodginita, litiotantita, litiowodginita, titanowodginita, wodginita, ferrotitanowodginita, wolframowodginita, tivanita, carmichaelita, alumotantita i biehlita.

## Formació i jaciments
Va ser descoberta al dipòsit de molibdè i urani de Lenskoye, situat a l'óblast de l'Amur, al Districte Federal de l'Extrem Orient (Rússia). Posteriorment també ha estat descrita a la mina de carbó Kateřina, a Radvanice (República Txeca); a la localitat de Mishima, al Japó; al meteorit Allende (Mèxic); i al volcà Kudriavy, a l'óblast de Sakhalín (Rússia).